# Beeld van Ruben Klas

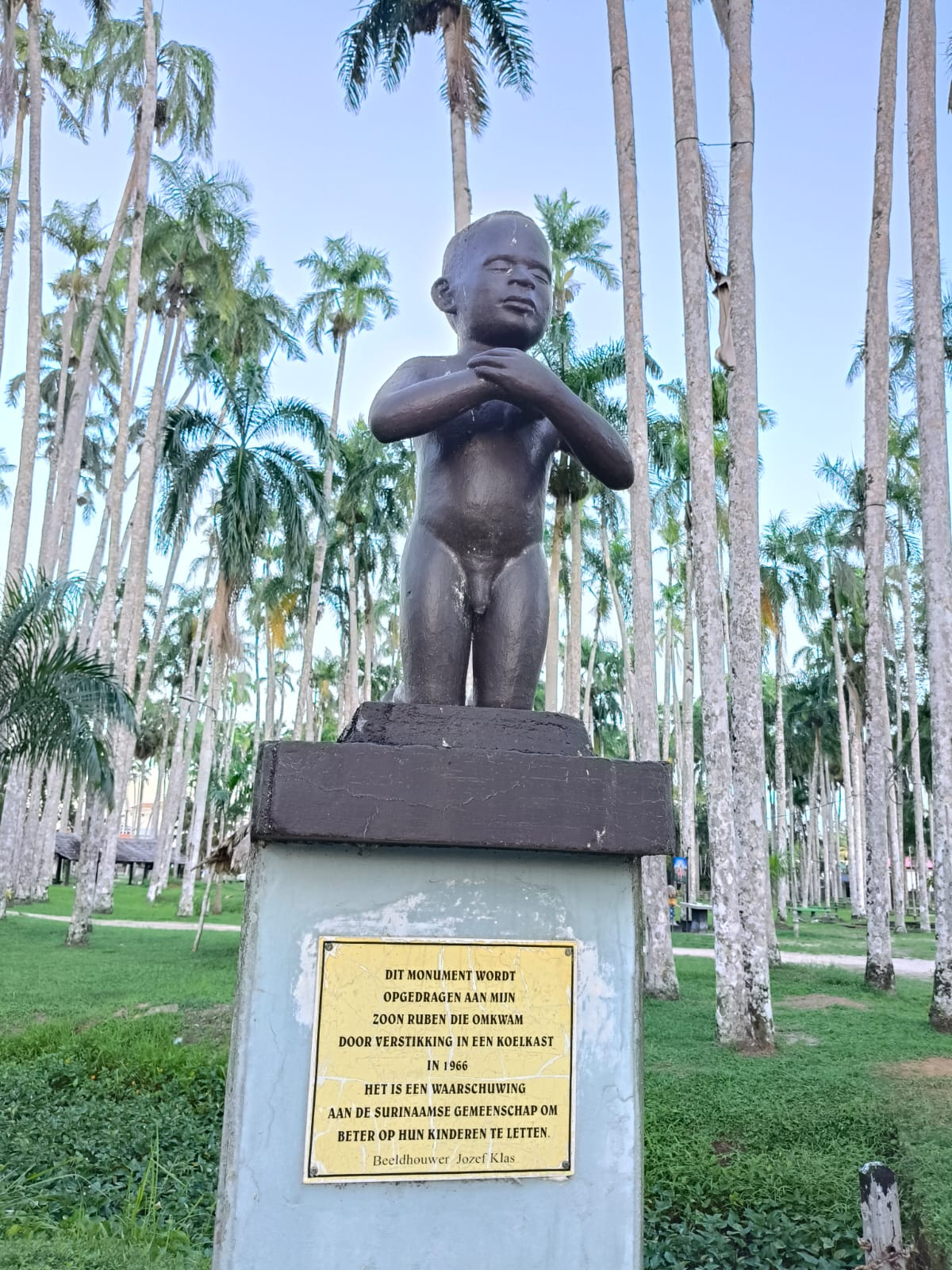
Het beeld van Ruben Klas in de Palmentuin.

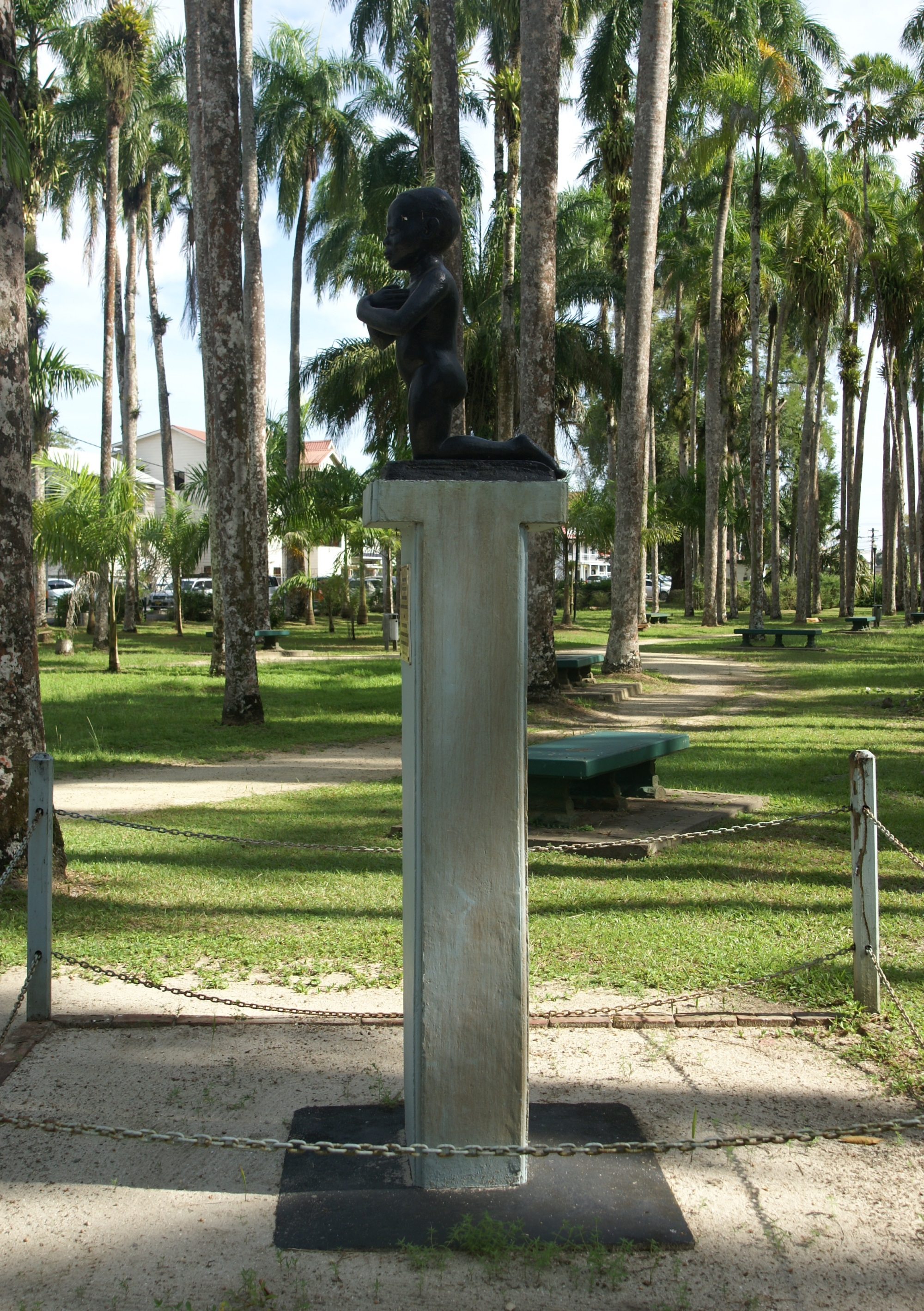
Het bronzen beeld staat op een witgeverfde zuil.

Het beeld van Ruben Klas staat in de Palmentuin aan de zijde van de Grote Combéweg in Paramaribo, Suriname.
Het jongetje Ruben Klas kwam in 1966 door verstikking om het leven toen hij zich verstopte in een oude koelkast.
Zijn vader, de kunstenaar Jozef Klas, maakte een bronzen beeld van hem, mede als waarschuwing aan ouders om op hun kinderen te letten.
Het naakte jongetje is knielend afgebeeld met zijn handjes voor zijn borst gevouwen.
Het beeld is geplaatst op een vierkante betonnen zuil waarop een plaquette is bevestigd met de tekst:
Dit monument wordt
opgedragen aan mijn
zoon Ruben die omkwam
door verstikking in een koelkast
in 1966
Het is een waarschuwing
aan de Surinaamse gemeenschap om
beter op hun kinderen te letten.
Beeldhouwer Jozef Klas